# مارتن شوارتز
مارتن شوارتز (بالإنجليزية: Martin Schwartz)‏ هو مجدف أمريكي، ولد في 27 فبراير 1971.

## وصلات خارجية
- مارتن شوارتز على موقع الاتحاد الدولي للتجديف (الإنجليزية)